# Bahnhof Sulgen
Der Bahnhof Sulgen ist der Bahnhof der Gemeinde Sulgen im Schweizer Kanton Thurgau. Er ist ein Verzweigungsbahnhof, wo die Bischofszellerbahn von der Thurtallinie abzweigt. Betrieben wird er von den SBB, jedoch halten mehrheitlich Züge der Thurbo.

## Geschichte
Bei der ersten Planung der Bodenseebahn war zunächst eine Station Riedt vorgesehen, welche jedoch beim Bau der Strecke durch den heutigen Bahnhof Sulgen ersetzt wurde. Der Bahnhof wurde 1855 dem Verkehr übergeben, erhielt sein heutiges Bahnhofsgebäude nach Plänen des Architekten Jakob Friedrich Wanner – welcher sich für die Gebäude der Bodenseebahn-Stationen verantwortlich zeigte, erst in den Jahren 1866/67.

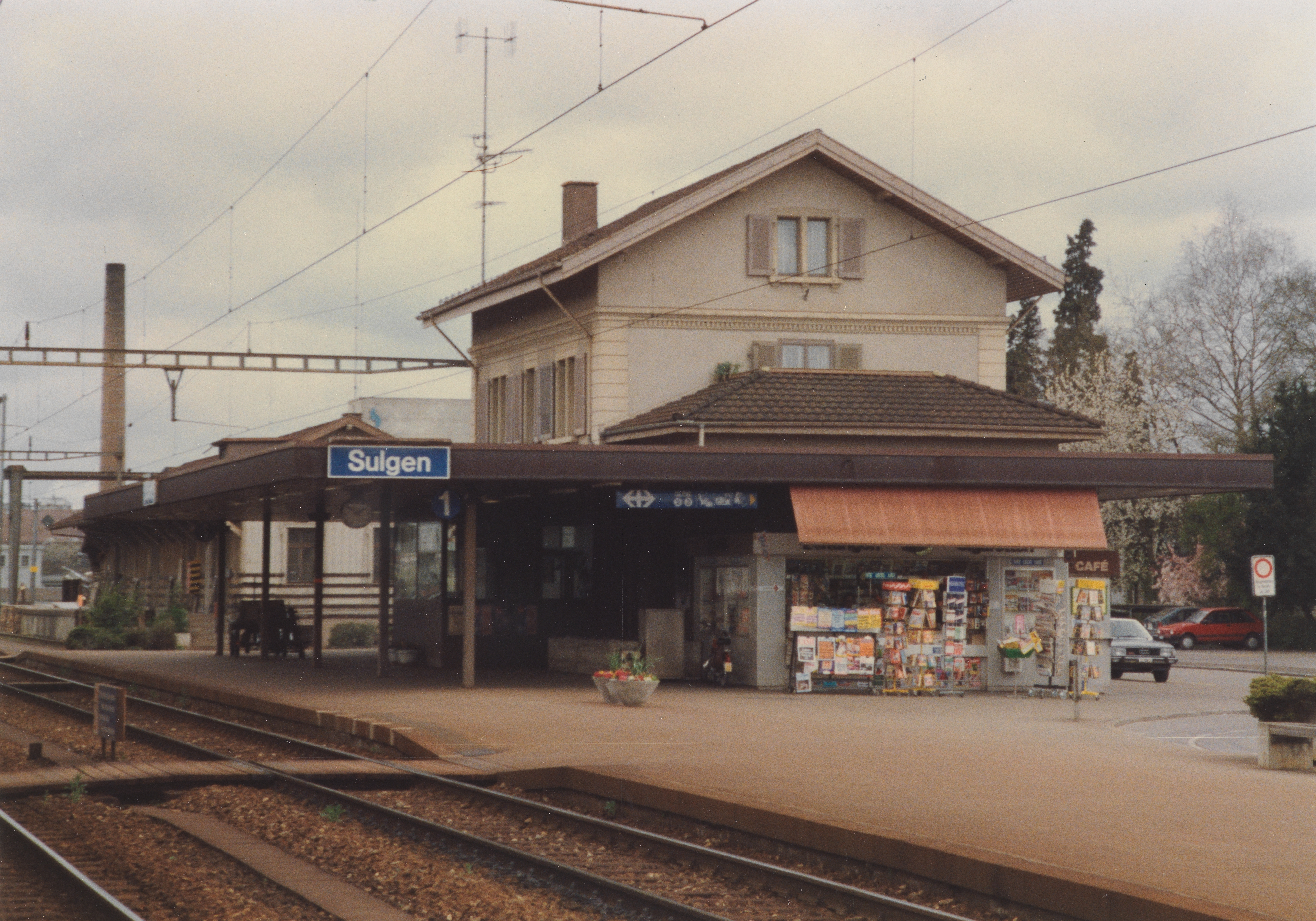
Stationsgebäude, Bahnseite 1990

1876 eröffnete die Schweizerische Nordostbahn, ihre gepachtete Verbindungsstrecke zwischen Weinfelden und Gossau SG, welche erst in Sulgen von der Bodenseebahn abzweigte. Somit wurde der Bahnhof zu einem Verzweigungsbahnhof ausgebaut. 1885 gelangte sie in das Eigentum der NOB und 1902 schliesslich in den Besitz der neugegründeten SBB.
Die von der Bischofszellerbahn erbaute Lokremise ist heute eine Sektion der Eurovapor.
Seit dem 10. Dezember 2010 ist Sulgen kein bedienter Bahnhof mehr, der Schalter wurde geschlossen.

## Verkehr
Stand: Fahrplanjahr 2017

### Fernverkehr
Der Bahnhof wird nur in Randstunden von InterCitys der Relation Romanshorn–Brig in Fahrtrichtung Zürich bedient.

### Regionalverkehr
S-Bahn St. Gallen
- S 5 Weinfelden – Sulgen – Gossau SG – St. Gallen – Rorschach – St. Margrethen (Thurbo)
- S 7 Weinfelden – Sulgen – Romanshorn – Rorschach (– St. Margrethen – Bregenz – Lindau-Reutin) (Thurbo)
- S 10 Wil – Weinfelden – Sulgen – Romanshorn (Thurbo)
- SN Winterthur – Weinfelden – Sulgen – Romanshorn  (in der Nacht)

S-Bahn Zürich
- S 23 (Zürich HB – Stadelhofen – Winterthur (– Romanshorn))